# Polycleptis gracilis
Polycleptis gracilis är en insektsart som beskrevs av Max Beier 1962. Polycleptis gracilis ingår i släktet Polycleptis och familjen vårtbitare. Inga underarter finns listade i Catalogue of Life.